# 伊馮·喬伊納德

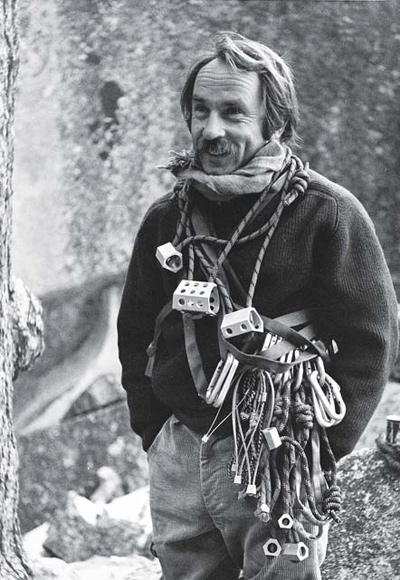
喬伊納德擁有攀岩設備，包括 Hexentrics。 由湯姆·佛洛斯特拍攝。

伊馮·喬伊納德（英語：Yvon Chouinard，1938年11月9日—），是美國攀岩者、環保主義者、慈善家和戶外產業商人。他的公司巴塔哥尼亞以環保著稱。
喬伊納德也是一名衝浪者、皮划艇運動員和獵鷹者，特別喜歡天卡拉飛釣。他撰寫了有關攀登問題和道德的文章，以及將環境保護主義與商業相結合的文章。

## 早年生活
喬伊納德的父親是一位法裔加拿大的雜工、機械師和水管工。1947年，他與家人從緬因州劉易斯頓搬到了南加州。他早期的攀登夥伴罗亚尔·罗宾斯和湯姆·佛洛斯特。喬伊納德是塞拉俱樂部成員，年輕時創立了南加州獵鷹俱樂部，正是他對隼棲息地的調查促使他開始攀岩。為了省錢，最後開始創業的他決定製作自己的攀登工具，并自學鍛造。

## 家庭
1971年，喬伊納德與瑪琳達·彭諾耶（Malinda Pennoyer）結婚。育有一子一女。